# 流行先鋒 (歌曲)
〈流行先鋒〉是英國歌手杜娃·黎波的宣傳單曲，由华纳唱片於2019年12月13日發行，收錄在黎波第二張錄音室專輯《流行先鋒》。由杜娃·黎波、Clarence Coffee Jr.、及傑夫·巴斯克共同創作。